# تيري بورتر
تيري بورتر (بالإنجليزية: Terry Porter)‏ مواليد 8 أبريل 1963 في ميلواكي، هو لاعب كرة سلة أمريكي سابق تحول إلى التدريب بعد الاعتزال بدأ مسيرته الاحترافية في سنة 1985. يبلغ طوله 6 قدم 3 بوصة (1.9 م). اعتزل اللعب في 2002.

## فرق لعب لها
- بورتلاند ترايل بلايزرز
- مينيسيوتا تيمبر وولفز
- ميامي هيت
- سان أنطونيو سبرز

## روابط خارجية
- تيري بورتر على موقع إن بي أي (الإنجليزية)
- تيري بورتر على موقع سبورتس رفرنس (الإنجليزية)
- تيري بورتر على موقع كرة السلة الأوروبية.كوم (الإنجليزية)
- تيري بورتر على موقع ريلجم (الإنجليزية)
- تيري بورتر على موقع بروبوليرز (الإنجليزية)
- تيري بورتر على موقع سبورتس رفرنس (الإنجليزية)
- تيري بورتر على موقع كلية كرة السلة في سبورتس رفرنس.كوم (الإنجليزية)